# 3472 Апґрен
3472 Апґрен (3472 Upgren) — астероїд головного поясу, відкритий 1 березня 1981 року.
Тіссеранів параметр щодо Юпітера — 3,330.